# Mariela Coletta
Mariela Giselle Coletta (Argentina; 16 de mayo de 1989) es una política argentina del partido Unión Cívica Radical. Es Diputada de la Nación Argentina por la Ciudad de Buenos Aires desde 2023.

## Biografía
Estudio en la Universidad de Buenos Aires donde fue la primera mujer en dirigir el Centro de Estudiantes de Ciencias Económicas de la Universidad de Buenos Aires -bastión de la Franja Morada-, donde resultó electa en 2011 y reelecta al año siguiente, para cumplir con un segundo mandato hasta 2013. En 2014 fue consejera directiva de la Facultad en representación del claustro estudiantil. En 2015 asumió como subsecretaria general de esa unidad académica.
Contadora de profesión de la Universidad de Buenos Aires, Coletta fue Auditora General de la Ciudad de Buenos Aires entre 2015 y 2023. Además, realizó una Maestría en Políticas Públicas en la Universidad Torcuato Di Tella y fue docente en la UBA.
El 20 de abril de 2021 asume como la primera mujer en presidir la Unión Cívica Radical de la Ciudad de Buenos Aires.
Militante de la Unión Cívica Radical desde la universidad, en las Elecciones legislativas de 2023 fue electa Diputada de la Nación por la Ciudad de Buenos Aires en la lista Juntos por el Cambio.

## Historial electoral
| Año  | Candidatura                                      | Partido/Coalición                         | Elección     | votos   | Porcentaje       | Resultado                |
| ---- | ------------------------------------------------ | ----------------------------------------- | ------------ | ------- | ---------------- | ------------------------ |
| 2023 | Diputado de la Nación por Ciudad de Buenos Aires | Unión Cívica Radical/Juntos por el Cambio | Legislativas | 782.984 | \| \| 42,61 % \| | Electo (6to lugar lista) |
|      | 42,61 %                                          |                                           |              |         |                  |                          |